# Parafia Nawiedzenia Najświętszej Maryi Panny w Bildstein
Parafia Nawiedzenia Najświętszej Maryi Panny w Bildstein – parafia rzymskokatolicka, administracyjnie należąca do austriackiej diecezji Feldkirch. 